# Серафим (Стергиулис)
Митрополи́т Серафи́м (греч. Μητροπολίτης Σεραφείμ, в миру Серафим Стергиулис греч. Σεραφείμ Στεργιούλης; род. 27 декабря 1950, Врангияна) — епископ Элладской православной церкви, митрополит Кифирский (с 2005).

## Биография
Родился 27 декабря 1950 года в Врангияне в номе Кардица, в Греции.
В 1970 году окончил Ризарийскую богословскую школу в Афинах, а в 1976 году — богословский факультет Аристотелевского университета в Салониках. Позднее учился в аспирантуре того же университета специализируясь в систематическом богословии.
В 1971 году был рукоположен в сан диакона и проходил служение в Фессалиотидской и Фанариоферсальской митрополии.
В 1974 году был принят в клир Идрской, Спетской и Эгинской митрополии. В 1979 году назначен проповедником митрополии. В 1981 году рукоположен в сан пресвитера и возведён в достоинство архимандрита.
27 июня 2005 года Священным синодом иерархии Элладской православной церкви был избран (58 голосами из 69 избирателей) для рукоположения в сан митрополита Кифирского (архимандрит Макарий (Варлас) получил 3 голоса, а архимандрит Иеремия (Фудас) — 0 голосов; 7 пустых бюллетеней и 1 недействительный).
2 июля 2005 года в кафедральном Благовещенском соборе в Афинах состоялась его архиерейская хиротония.